# Pua
Pua là một chi nhện trong họ Micropholcommatidae.

## Hình ảnh

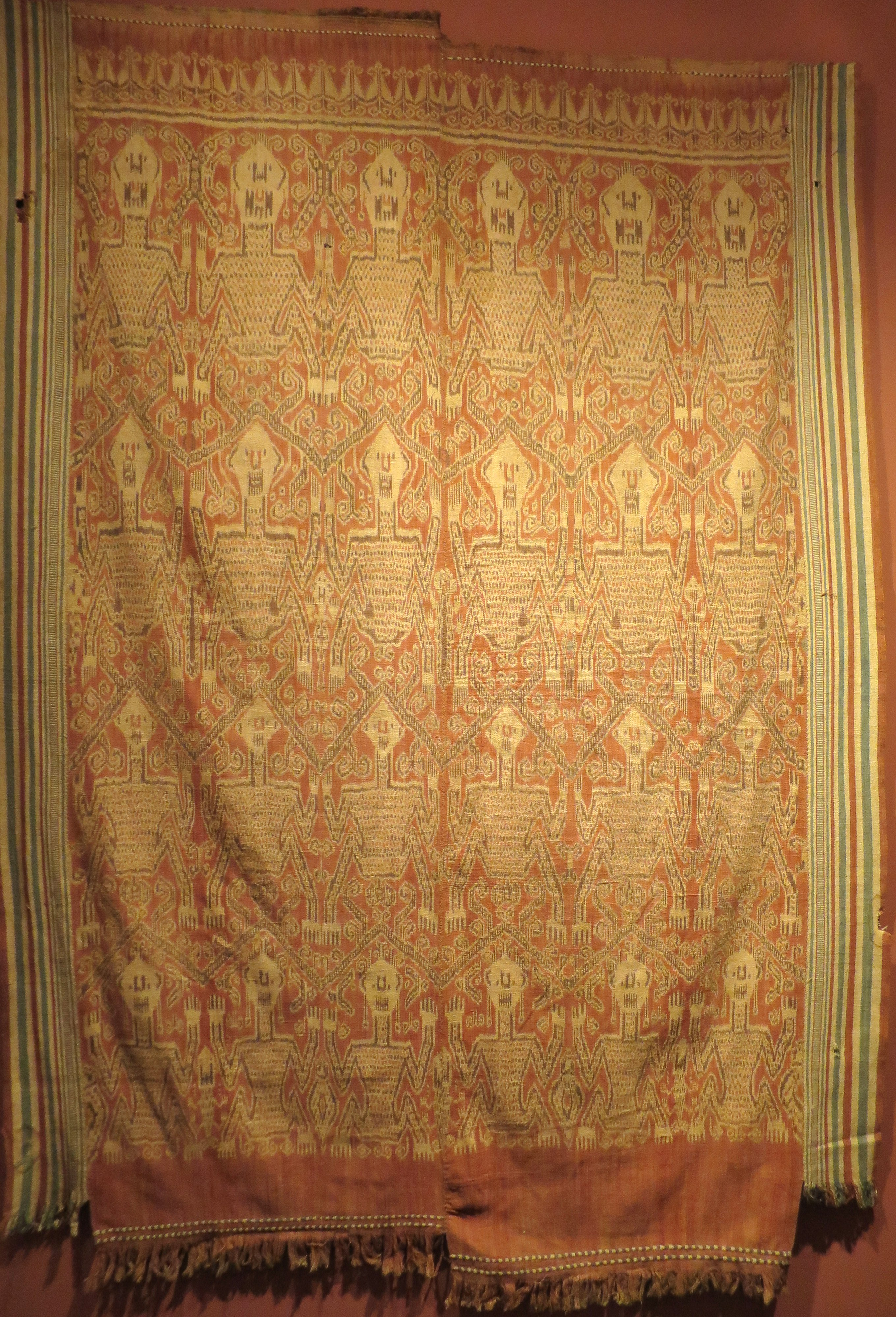
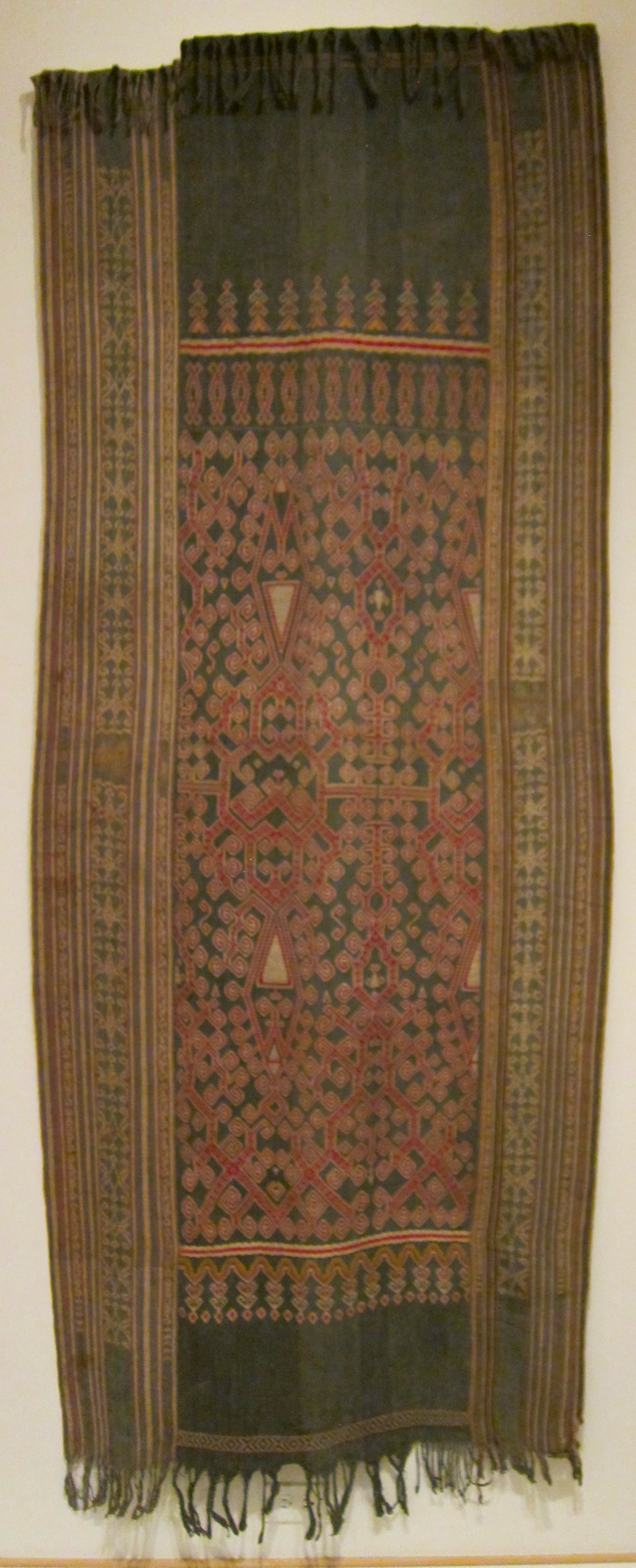
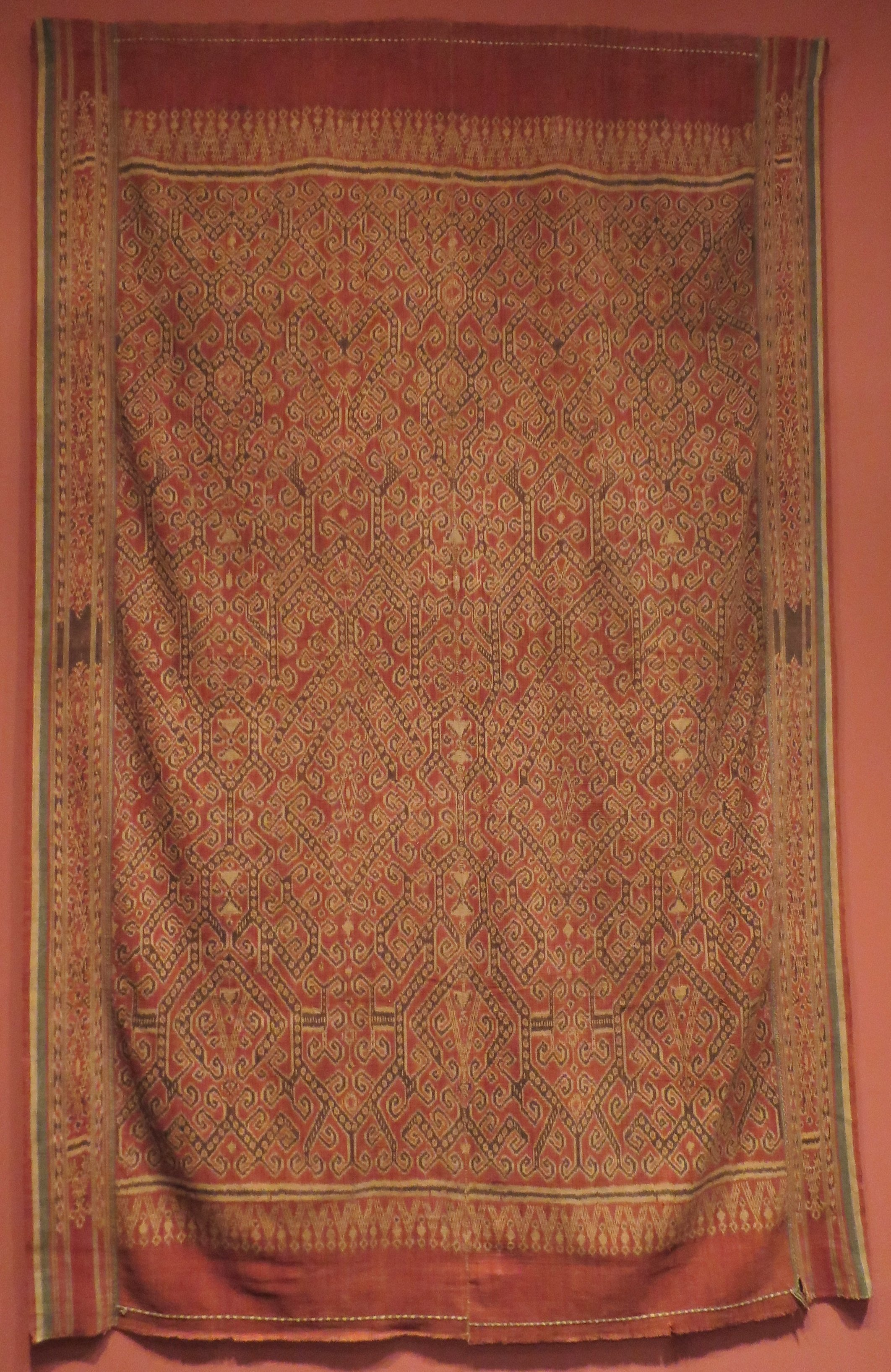